# Cogomina calçada
|  | Aquest article tracta sobre l'espècie Cystoderma amianthinum, la representativa dels bolets coneguts com a Cogomines calçades. Per a d'altres espècies que reben aquests nom comú vegeu Cogomina calçada (desambiguació). |

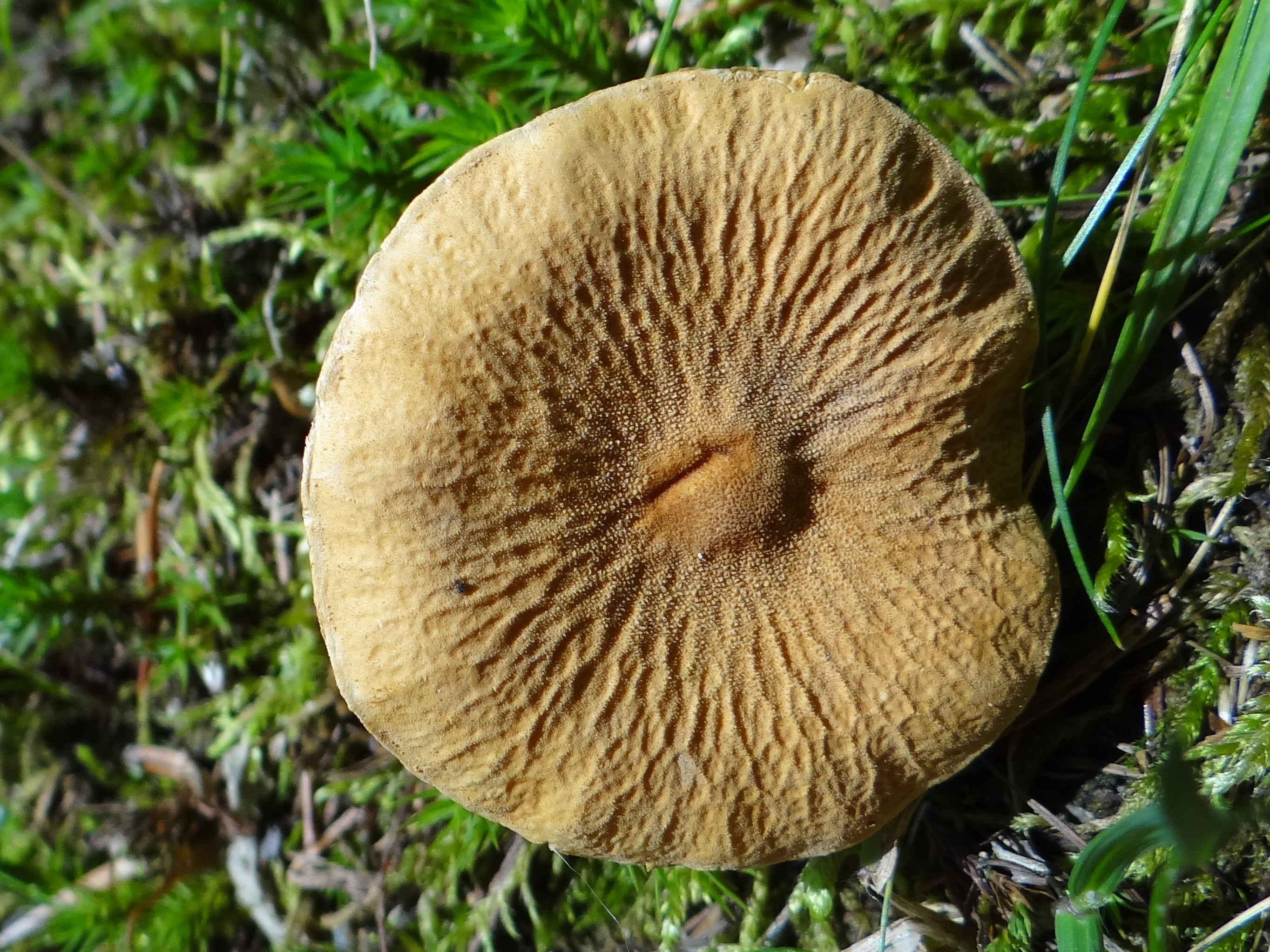
Detall dels plecs del barret de la cogomina calçada (Cystoderma amianthinum)

La cogomina calçada (Cystoderma amianthinum), és l'espècie representativa d'un grup de bolets caracteritzats per la superfície granulosa de barret i cama que constitueixen restes del vel universal i les làmines annexes, adnates o escotades. Poden presentar un anell més o menys evident. La cogomina calçada es caracteritza pel barret beix groguenc, làmines blanques i basidiòspores amiloides i de elipsoides a oblongues.

## Taxonomia
Descrita el 1771 com a Agaricus amianthinus per Giovanni Antonio Scopoli. Victor Fayod va combinarla al gènere Cystoderma incluint diverses espècies: Lepiota amianthina, L. granulosa, L. cinnabarina, L. carcharias, L. seminuda i L. fumosopurpurea. La primera monografia del gènere Cystoderma (Smith & Singer, 1945) ordenava el gènere en dos seccions Granulosa (espores inamiloides) i Amianthina (espores amiloides). Basant-se en les dades de Saar&Kullman (2000) i les analisis filogenètiques de Moncalvo et al (2002), Harmaja (2002) escindeix Cystoderma en dos gèneres: Cystoderma s. str. que inclou les espècies de basidiospores amiloides i Cystodermella, un nou gènere, per les espècies d'espores inamiloides. La cogomina calçada (Cystoderma amianthinum) és l'espècies tipus del gènere Cystoderma.
A nivell mundial, s'han indicat fins avui dia (2024) 27 espècies del gènere Cystoderma

## Iconografia
James Sowerby: Coloured Figures of English Fungi or Mushrooms T.
Cystoderma amianthinum © Noah Siegel

## Descripció
Barret de 15-50 mm, de convex a estès, de beix a beix groguenc, beix canyella o beix safrà, sovint amb un umbó més fosc; superfície granulosa, sovint arrugada radialment; de jove amb restes del vel universal.
Làmines de blanques a blanquinoses o crema pàl·lid, d'adnates , a annexes , denses.
Cama de 25-60 x 2-7 mm; a la part apical blanquinosa i estriada; la resta és coberta per una calça que forma una zona anular flocosa i evanescent 
Carn de blanc a blanquinós, groguenc a la cama; olor sovint desagradable.

## Hàbitat
Saprotròfica en boscos de coníferes, caducifolis i mixtes, més rar en pastures; al sòl entre molsa i virosta, algun cop sobre fusta en descomposició; des de l'estadi alpí a la terra baixa i el litoral; de juliol a desembre; comú.

## Distribució geogràfica
Creix a Europa, Àfrica, Àsia temperada, Amèrica del Nord, Amèrica del Sud, nord-est de Xina; s'ha citat a Catalunya, País Valencià i Mallorca.

## Espècies semblants
- La cogomina calçada fosca (Cystoderma jasonis) sol ser la més complexa de diferenciar. El seu barret és de color beix canyella sempre més fosc i les làmines són de color beix groguenques mentre les de la cogomina calçada són blanques.
- La cogomina calçada rosàcia (Cystoderma carcharias) té l'anell membranós, persistent, ascendent
- La superfície del barret de la cogomina calçada cinnabarí (Cystodermella cinnabarina) és de color bru ataronjat a vermell

## Comestibilitat
No hi ha referències; no es recomana per la semblança amb espècies tòxiques.